# Turks- en Caicoseilanden
De Turks- en Caicoseilanden (Engels: Turks and Caicos Islands) zijn twee eilandengroepen ten noorden van het eiland Hispaniola en ten zuidoosten van de Bahama's. De eilanden liggen in de Atlantische oceaan op de route die vele tropische wervelstormen volgen.
De eilandengroep is vernoemd naar de Melocactus (Engelse bijnaam: Turk's-cap cactus) en een verbastering van de term caya hico dat in de Taínotaal eilandensliert betekent.

## Geschiedenis
Zo rond het jaar 700 migreerden Taínoindianen vanuit Hispaniola naar de Turks- en Caicos en de Bahama's. Zij ontwikkelden hun eigen cultuur, lieten hun archeologische sporen na en noemden zich de Lucayans.
De eerste Europeaan die de eilanden zag was de Spaanse conquistador Juan Ponce de León in 1512. Vervolgens werden de eilanden binnen een jaar compleet ontvolkt doordat slavenhandelaren alle Taíno weghaalden. Eind zeventiende en begin achttiende eeuw werden de eilanden gebruikt als uitvalsbasis van piraten.
In 1681 vestigden de eerste kolonisten, afkomstig van Bermuda, zich op Grand Turk om zich op de zoutwinning te richten. De eilanden vielen vanaf dat moment onder het bestuur van Bermuda. Vervolgens maakten de eilanden vanaf 1873 deel uit van de toenmalige Britse kolonie Jamaica tot Jamaica in 1962 onafhankelijkheid verwierf. Tussen 1965 en 1973 werd het gezag over de eilanden waargenomen door de gouverneur van de Bahama's totdat ook deze onafhankelijk werden.

## Bestuur
De eilanden zijn een Brits overzees gebiedsdeel. De Britse diplomaat Nigel John Dakin (1964) was tussen 15 juli 2019 en 29 maart 2023 gouverneur van de Turks en Caicoseilanden. Plaatsvervangend gouverneur per 15 oktober 2012 tot en met heden is Anya Williams, in 1980 geboren op het eiland Grand Turk. Dakin werd op 29 juni opgevolgd door de Britse advocate Dileeni Daniel-Selvaratnam, afkomstig van Sri Lanka, met wortels in de Tamils. Sinds 2019 is de premier de in 1950 op de Turks en Caicoseilanden geboren Charles Washington Misick.

## Geografie
De Turks- en Caicoseilanden bestaan uit meer dan driehonderd eilanden die onderverdeeld worden in twee groepen. In het zuidoosten liggen de Turkseilanden met het hoofdeiland Grand Turk en Salt Cay. In het noordwesten liggen de Caicoseilanden met als belangrijkste eilanden: South Caicos, East Caicos, Middle Caicos, North Caicos, Providenciales en West Caicos. East Caicos en West Caicos zijn onbewoond. De eilanden bestaan grotendeels uit kalksteen. Er zijn veel mangrovebossen te vinden.
- Hoogste punt: Blue Hills op Providenciales (49 m)
- Laagste punt: Caribische Zee (0 m)

## Economie

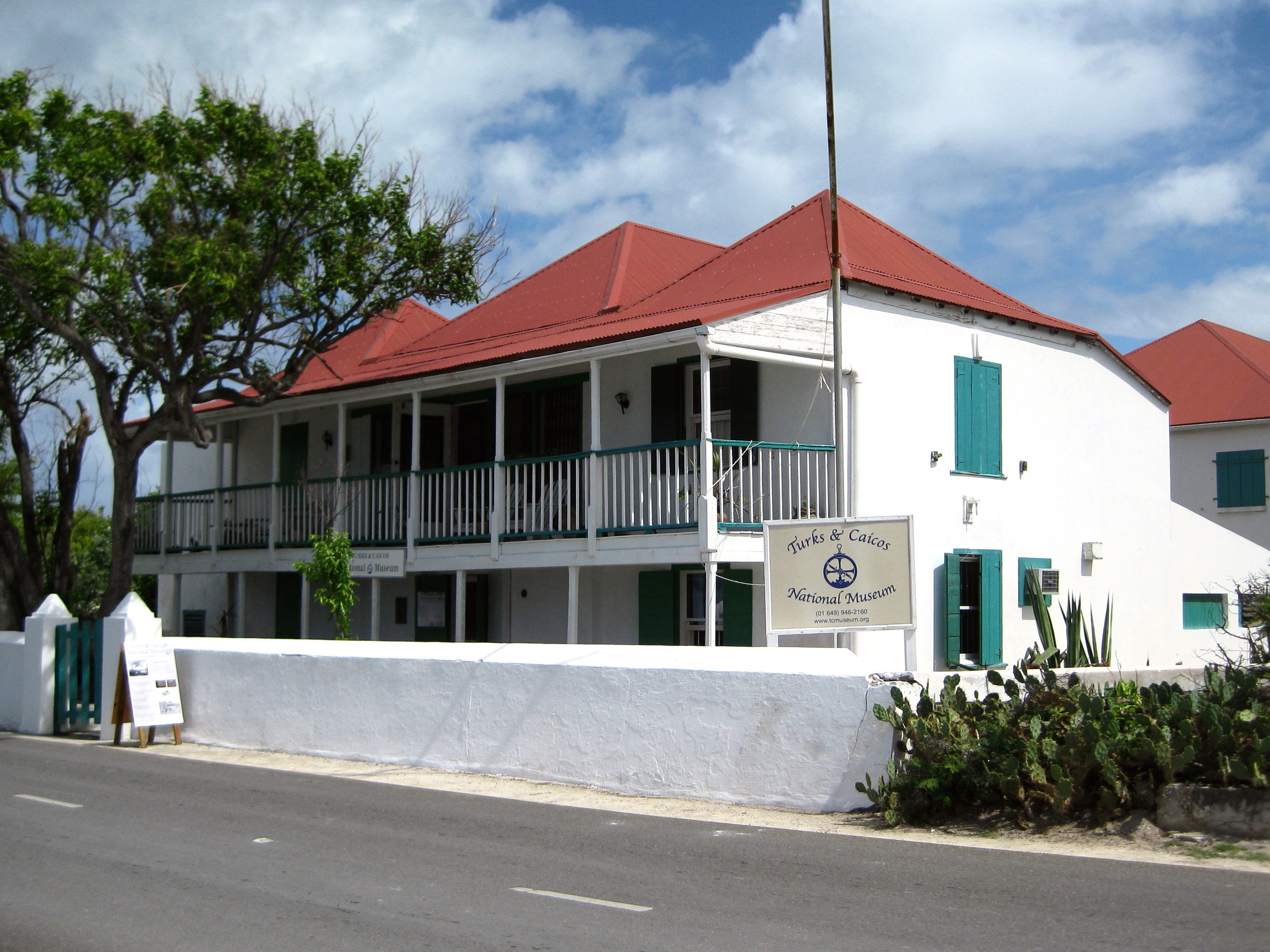
Het nationaal museum in Cockburn Town

De eilandbewoners leven vooral van het toerisme en financiële dienstverlening. Een kleiner deel van de economie bestaat uit landbouw en visserij.

## Cultuur
Ripsaw music is een muziekgenre dat ontstaan is op de eilanden. Het belangrijkste instrument is de handzaag waar met een mes overheen geschraapt wordt. De lokale keuken bestaat hoofdzakelijk uit gerechten met vis en zeevruchten.

## Bestuurlijke indeling
De Turks- en Caicoseilanden tellen ongeveer 50.000 inwoners, waarvan 36.000 de plaatselijke nationaliteit hebben. 22.500 leven op het eiland Providenciales en 4.000 op het hoofdeiland Grand Turk. De eilanden zijn onderverdeeld in zes districten.

## Transport
De belangrijkste luchthaven is Providenciales International Airport op het eiland Providenciales waar de internationale vluchten binnenkomen. Vandaar kan men overstappen op een vlucht naar JAGS McCartney International Airport op Grand Turk.
Antigua en Barbuda · Bahama's · Barbados · Belize · Canada · Costa Rica · Cuba · Dominica · Dominicaanse Republiek · El Salvador · Grenada · Guatemala · Haïti · Honduras · Jamaica · Mexico · Nicaragua · Panama · Saint Kitts en Nevis · Saint Lucia · Saint Vincent en de Grenadines · Trinidad en Tobago · Verenigde Staten

Land van het Koninkrijk der Nederlanden: Aruba · Curaçao · Sint Maarten

Nederlands openbaar lichaam: Bonaire · Sint Eustatius · Saba

Frans overzees departement: Guadeloupe · Martinique

Overzees gebied van het Verenigd Koninkrijk: Anguilla · Bermuda · Britse Maagdeneilanden · Kaaimaneilanden · Montserrat · Turks- en Caicoseilanden

Overige gebieden: Amerikaanse Maagdeneilanden · Clipperton · Groenland · Puerto Rico · Saint-Barthélemy · Saint-Martin · Saint-Pierre en Miquelon
Akrotiri en Dhekelia · Anguilla · Bermuda · Brits Antarctisch Territorium · Brits Indische Oceaanterritorium · Britse Maagdeneilanden · Falklandeilanden · Gibraltar · Kaaimaneilanden · Montserrat · Pitcairneilanden · Sint-Helena, Ascension en Tristan da Cunha · Turks- en Caicoseilanden · Zuid-Georgia en de Zuidelijke Sandwicheilanden
Brits Kroonbezit: Guernsey · Jersey · Man